# デリー/ロンドンデリー名称論争

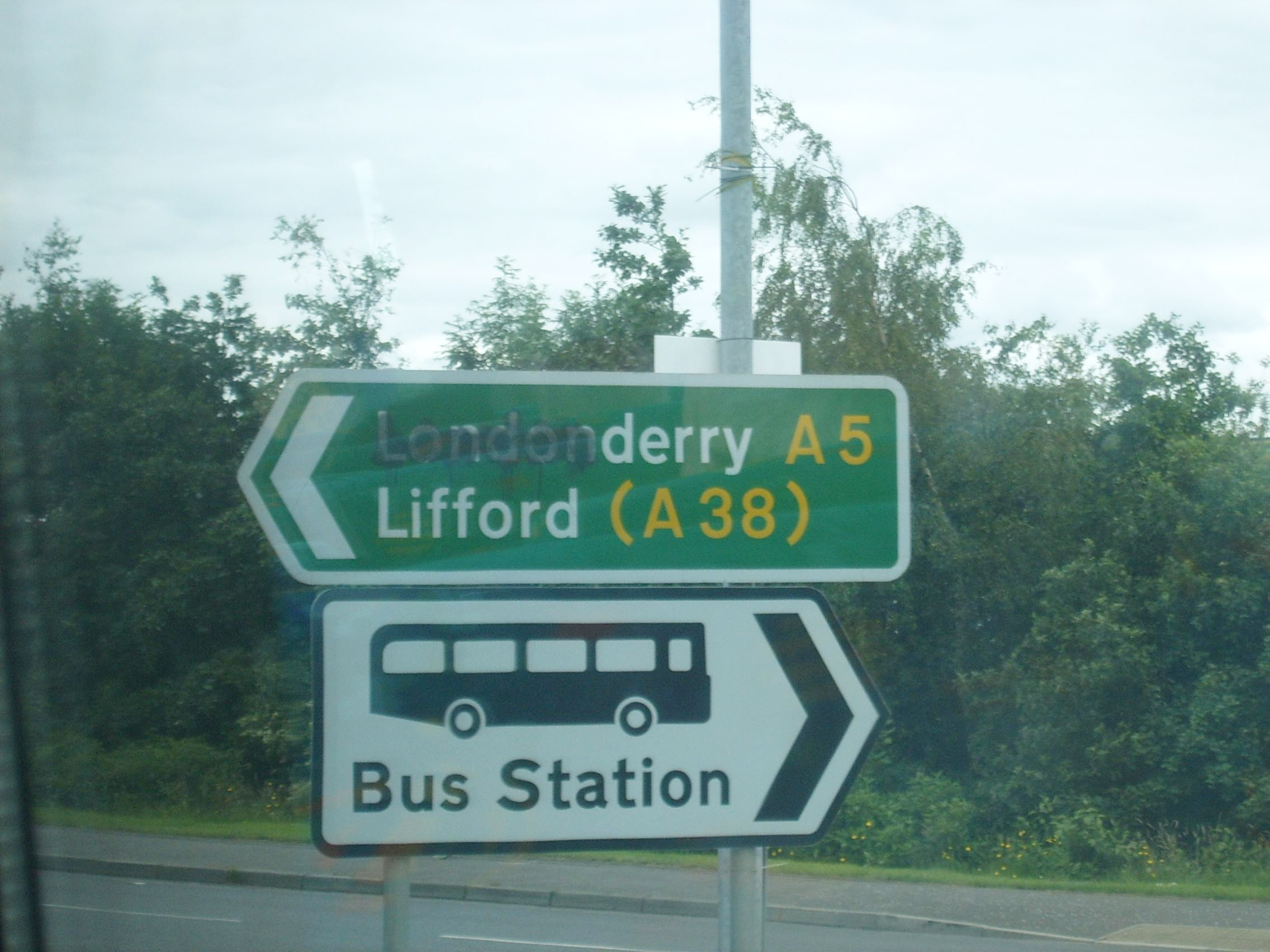
ヴァンダリズムによって「ロンドンデリー」の「ロンドン」が黒い塗料で塗りつぶされた交通標識。ティロン県ストラバン (Strabane) 付近。

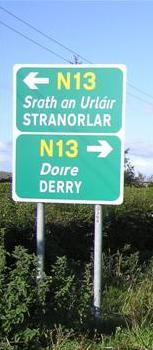
アイルランド共和国ドニゴール県の国道13号 (N13) 付近の標識。英語で「Derry」、アイルランド語で「Doire」と記されている。

デリー/ロンドンデリー名称論争（デリー/ロンドンデリーめいしょうろんそう、Derry / Londonderry name dispute）は、北アイルランドにおける地名をめぐる争い。
都市、県、行政区などの名称として「デリー Derry」を用いるか、「ロンドンデリー Londonderry」を用いるかをめぐって、アイルランド・ナショナリスト（独立派・共和派） (Irish nationalists) とユニオニスト（統一派） (unionists) の間で地名変更 (geographical renaming) 論争が続けられている。例外もあるが、一般的にナショナリストは「デリー」を用いることを好み、ユニオニストは「ロンドンデリー」を用いる。法律上は、都市と県の名称は「ロンドンデリー」であり、地方行政区画の名称は「デリー」である。
北アイルランド問題の発生によって、この地名論争は特に政治的色彩を帯びるようになり、いずれの名称を口にすることも、北アイルランドの2つの主要コミュニティのどちらに属しているのかを示す合言葉のようなものとなった。

## 歴史

### 名称の起源
現代の都市が立地している場所への最も古いアイルランド語の名称は「Daire Calgaich」で、古アイルランド語で「Calgach のオークの森」という意味となり、名のみが伝わる異教徒の人物に由来している。カトリック教会のデリー司教 (Bishop of Derry) であったジョン・キーズ・オドアティ (John Keys O'Doherty) は、この「Calgach」が、アグリコラに敵対したカルガクス (Calgacus) であることを明らかにしようとした。6世紀にはケルト系キリスト教の修道院が創設された。アドムナン (Adomnán) は、聖コルンバがその創設者であるとした。このため、地名は「Daire Coluimb Chille」すなわち「聖コルンバのオークの森」と改められ、1121年に初めてこの名でアルスター年代記 (Annals of Ulster) に言及された。修道院の存在が広く知られるようになると、この地はただ「Doire」（現代アイルランド語の発音では、ディリャ [d̪ˠɪɾʲə]）として言及されるようになった。これが後に英語化 (anglicisation) されて「デリー Derry」となり、1604年には、「デリー Derrie」を自治都市として認める最初の勅許状 (royal charter) が、イングランド王ジェームズ1世によって与えられた。しかし、この集落は1608年に、イニショウエン半島 (Inishowen) のアイルランド人部族長ケア・オドハティ (Cahir O'Doherty) によって破壊された。 イングランド人やスコットランド人の入植者たちによるアルスター植民 (Plantation of Ulster) の期間に、元の集落があったところからフォイル川 (River Foyle) を挟んだ対岸の場所に、アイルランド栄典協会 (The Honourable The Irish Society) が新たに城壁をめぐらせた都市を建設した。この新しい都市は、シティ・オブ・ロンドンの各種同業組合 (livery companies) が資金を提供したことを顕彰し、ロンドンデリーと改名された。1613年の新たな勅許状は、「...上述の都市ないし町であるデリーは、これより先、いかなるときにおいても、都市ロンドンデリーと名付けられ、呼称されるべきこと (that the said city or town of Derry, for ever hereafter be and shall be named and called the city of Londonderry)」と述べていた。このとき、県も設置され、従前のコールレーン県 (County Coleraine) の領域にほぼ準じた範囲が、新たなカウンティ・タウン（県都）の名をとってロンドンデリー県と名付けられた。その後、1662年の新しい勅許状でも、「ロンドンデリー」の名が確認された。

### 発音
歴史的には、アイルランドで「ロンドンデリー」と発音される場合には、第一強勢が第3音節に、第二強勢が第1音節に置かれた。これに対し、イングランドでは、第一強勢は第1音節に置かれ、第3音節は母音弱化ないし曖昧母音（シュワー）化した。後者の発音は、現在でもロンドンドリー侯爵 (Marquess of Londonderry) の称号の呼び方として用いられているが、今日における通常の発音は、第一強勢を第1音節に、第二強勢を第3音節に置いている。1972年に、シャクルトン卿 (Lord Shackleton)は「大臣がたに強く望みたいのは、「ロンドンドリー Londond'ry」（第3音節を弱化、曖昧化させた発音）に言及するのはお止めいただきたい、ということです。もし「デリー Derry」と呼ぶのが憚られるのなら、少なくとも「ロンドンデリー Londonderry」と呼ぶべきです。」と論評した。

### 歴史的な用例
1960年代後半に北アイルランド問題が発生するまで、この地名の問題は今日のように論争の的となることはなかった。「ロンドンデリー」が公式、正式の名称であっても、北アイルランドにいるほとんどの人々は、非公式の場面ではこの町を「デリー」と呼んでいた。しかし、セクト主義的な対立の緊張が増していくと、この町の名称は、人々を判別するシボレテ（ためし言葉）(Shibboleth) となった。サミュエル・ルイス (Samuel Lewis) が1837年に出版した『アイルランド地名辞典 (Topographical Dictionary of Ireland)』 は、「この町はもともと、また、現在でも広くデリーと呼ばれており...英語に由来する接頭辞ロンドンが付けられたのは1613年で...長きにわたって入植者たちによって維持されてきたが、...今では広くは使われていない」と記していた。 1837年の『ロンドンデリー県の測量 (Ordnance survey of the county of Londonderry)』も同様の見解を記し、「このような省略は、地名がはっきりと別個の、簡単に分離できる2つの単語から構成されているときには、アイルランドでは一般的に行なわれ、...キャリックファーガス (Carrickfergus) は「キャリック Carrick」に、ダウンパトリック (Downpatrick) は「ダウン Down」に、... などと短縮される」と述べている。
1885年議席再配分法 (Redistribution of Seats Act 1885) により、それまでウェストミンスターの議会（イギリスの国会）に議員を2議席送っていたロンドンデリー選挙区 (Westminster constituency of Londonderry) は分割され、2つの小選挙区が設けられた。その際、フランク・ヒュー・オドネル (Frank Hugh O'Donnell) は、新たな選挙区名に「ロンドンデリー」ではなく「デリー」を用いることを修正案として提案し、「ロンドンの諸カンパニーがデリーについての諸利権の維持を絶望視しているこの時代にあって、議会はこの修正案を受け入れるべきである。この修正は、問題の県を常々デリーと呼びロンドンデリーとは呼んでいない、アイルランドの北部において歓迎されるだろう」と述べた。この修正案は、県を単位とする選挙区の名称は県の正式名称と一致していなければならない、として否決された。しかし、次にティモシー・マイケル・ヒーリー (Timothy Michael Healy) が、県名は維持した上で、分区名を変えるという修正案を出した。つまり、ロンドンデリー（北デリー分区）選挙区 (Londonderry (North Derry division) ) とロンドンデリー（南デリー分区）選挙区 (Londonderry (South Derry division) ) にするという提案である。この修正案に唯ひとり反対したデイヴィッド・プランケット (David Plunket) は、「ロンドンデリー市はデリーともロンドンデリーとも呼ばれている。デリーという名称が用いられるのは、県の中の一部を取り分けで言及する場合である」と述べた。
1958年、新造のロスシー級フリゲート艦ロンドンデリー (HMS Londonderry) がロンドンデリーの港に表敬訪問寄港を行なった際、ナショナリストの市議会議員ジェームズ・ドハティ (James Doherty) は、「この町の別名にちなんで名付けられた外国の戦艦」にすぎないとして抗議を表明した。
1984年、民主統一党 (DUP) の政治家ピーター・ロビンソン (Peter Robinson) は、庶民院における1984年歳出（北アイルランド）命令 (Appropriation (Northern Ireland) Order 1984) の審議の中で次のように述べた。「1960年代までは、デリーもロンドンデリーも気楽に使うことができました。私はデリー徒弟少年団 (Apprentice Boys of Derry) という（プロテスタント系の友愛団体）組織の一員でしたが、この（デリーという名称を含んだ）名称は誇りでありました。プロテスタント、ユニオニスト、ロイヤリスト （Loyalists、忠誠派）でも、当地出身者であれば自分たちを「デリーメン Derrymen」と呼んだものでした。それは、誰かを興奮させてしまうようなことではなく、誰かのことをデリー出身だと言うことも、攻撃的な言葉と取られるようなものではありませんでした。やがて、1960年代にロンドンとの結びつきを弱めようとする共和派の意図的なキャンペーンの一環として、都市名から「ロンドン」を削り落とすことが強調されるようになったのです。その結果、ユニオニストのコミュニティでは、名称の「ロンドン」の部分を強調するようになっていきました」。

### 行政区
地方行政（境界）法（北アイルランド） (1971年) (Local Government (Boundaries) Act (Northern Ireland) 1971) および地方行政法（北アイルランド） (1972年) (Local Government Act (Northern Ireland) 1972) により、県および特別市 (county boroughs)、さらに細分化された都市、農村地域（en:List of rural and urban districts in Northern Ireland 参照）の行政組織は廃止された。これに代わって、新たに26の行政区が町や都市に基づいてその周辺に設定され、その中には、旧ロンドンデリー特別市（カウンティ・バラ）とその周辺の同名の農村地域を合わせて新設された行政区も含まれていた。この行政区は、当初は「ロンドンデリー」と名付けられ、その議会は「ロンドンデリー・シティ・カウンシル」と称した。この行政区では、住民の多数はナショナリストだったので、ナショナリスト系の政党が市議会で多数を占めた。 1978年、アイルランド独立党 (Irish Independence Party (IIP)) 所属の区議ファーガス・マカティア (Fergus McAteer) から「当議会（カウンシル）は、当市の正式名称が、本来の、広く通用しているデリーという名称に復することを望む」という動議が出された。この動議には、直ちに何らかの行動がとられる訳ではないという理解に基づいて、社会民主労働党 (SDLP)も賛成し、動議は可決された。1984年、区議会は1972年法第51章の規程に基づいて、行政区の名称を「ロンドンデリー・シティ・カウンシル」から「デリー・シティ・カウンシル」へ変更した。1月24日、北アイルランド副大臣クリス・パッテン (Chris Patten) は、この名称変更に同意することを決め、1984年5月7日付で発効する名称変更の政令が出された
ユニオニストたちは、この決定を批判した。マーティン・スミス (Martin Smyth) は、「私たちは、ふたつのコミュニティが共に生きなければならないと言われてきました。私たちはふたつのコミュニティをひとつにする名称の古典的なお手本を持っていました、すなわちロンドンデリーです。「ロンドン」はイギリスの伝統を、「デリー」はアイルランドの伝統を象徴しています。しかし、政府は行政区議会の名称から「ロンドン」を捨てることを決めてしまったのです」と述べた。ウィリアム・ロス (William Ross) は、「「デリー」は、このロンドンデリーの都市名としても、地区名としても、長い名称を短縮した別名としてしか使われたことはありません。もともとは何世紀にもわたってデリー・コロンブキル (Derry Columbkille) でした。その前は、デリー・カルガフ (Calgach) でした ... 名称を変えたがっている人々は、正しくない理由で変更を求めているのです。彼らの目的は扉を開くことです。... デリー・シティ・カウンシルという名が、ロンドンデリー市という広く人々に受け入れられた概念から、どれほど隔たったものとなるか、私には想像もつきません。北アイルランドにいる者なら誰でも知っているように、ロンドンデリーにいる共和国支持派は、これまでもずっとそうしてきたように、これからも、この都市の名称を無視していくでしょう。彼らは今や、デリー市を表舞台に出してきたのです。... 北アイルランドに住む人々は、これを、ロンドンデリーや他の北アイルランドにおける極端な共和派運動によって引き起こされた反イギリス的な動きと見るでしょう」と述べた

### 市の改称をめぐる論争
地方行政法（北アイルランド）(1972年）には、ディストリクト（区）の名称が変更された場合に市（シティ）の名称も自動的に変更されることを定めた規定はないが、ミュニシパル・バラ (municipal borough) についてはそのような定めがあった。1984年に、市名の変更が議論された際には、当時多数派であった、市議会の社会民主労働党 (SDLP) は、「我等アイルランドの都市の名称変更を、イングランドの女王に対して請願する」つもりなどない、として、市名の変更を求めないことを表明した。SDLPは、改称問題を「後日」に繰り延べすることを選んだのである。アイルランド独立党 (IIP) は、ディストリクト（区）の名称変更は市名にも反映され、君主への請願を要しないという法解釈を引き出した。ユニオニストの市議会議員は、改称に抗議し、市議会をボイコットした。

#### 訴訟
2006年4月、デリー市議会 (Derry City Council) は、北アイルランド高等裁判所 (the High Court of Northern Ireland) に、この都市の真の名称は「デリー」であると確認すること、ないしは、イギリス政府に対して（ロンドンデリーからの）名称変更を命じることを求めて、訴訟を起こした。市議会はまた、情報コミッショナー事務局 (Information Commissioner's Office, ico.) に対して、北アイルランド庁 (Northern Ireland Office) に、1984年の名称変更の際に同庁が受けた法的助言の内容を公開するよう命じることを求めた。この件の審理は、ベルファストの高等裁判所において、ウェザラップ判事 (Mr Justice Weatherup) の下、2006年12月6日に始まった。市議会側の主張は、1662年の勅許状がこの都市を「ロンドンデリー」と名付けたのだとしても、この名は地方自治法制の変遷に従って変更されるべきであり、1984年の市議会の名称変更は、勅許状を修正するものだ、というものであった。
ウェザラップ判事は、2007年1月25日に、この都市の正式名称は1662年4月10日の勅許状に基づき「ロンドンデリー」である、とする判断を下した。
| 「 | 地方行政区と市、また州（カウンティ）は、それぞれ別個の組織である。地方行政区の名称（およびそれに付随するバラやカウンシルの名称）だけが1984年の政令によって変更されたのである。…さらに、原告が求める、地方行政法（北アイルランド） (1972年）の第134条1項の定めによって1662年の勅許状を修正しロンドンデリーからデリーに変更させる、あるいは、さもなければ、この名称変更を有効なものと既に有効なものだとせよ、という主張は、棄却する。原告が求める名称変更を実現するためには、1662年の勅許状の内容を、君主の大権 (Royal Prerogative) か、立法措置によって、変更しなければならない。 | 」 |